# Úrbel del Castillo
Úrbel del Castillo è un comune spagnolo di 79 abitanti situato nella comunità autonoma di Castiglia e León.
Il comune comprende, oltre al capoluogo, le località di La Nuez de Arriba e Quintana del Pino.